# Pavo Crnac
Pavo Crnac (Slavonski Brod, 10. ožujka 1971.), hrvatski nogometaš. Najveći dio nogometne karijere proveo je igrajući u Koprivnici za Slaven Belupo gdje je jedno vrijeme bio i kapetan. 